# Giro dell'Appennino 2013
Il Giro dell'Appennino 2013, settantaquattresima edizione della corsa e valida come evento dell'UCI Europe Tour 2013 categoria 1.1, si è svolto il 14 luglio 2013, per un percorso totale di 193,9 km. La vittoria è stata appannaggio dell'italiano Davide Mucelli che ha terminato la gara in 4h51'45", alla media di 39,877 km/h.
Partenza con 95 ciclisti, 33 dei quali completarono la gara.

## Squadre e corridori partecipanti
| N.      | Cod. | Squadra                      |
| ------- | ---- | ---------------------------- |
| 1-8     | AND  | Androni Giocattoli-Venezuela |
| 11-18   | BAR  | Bardiani Valvole-CSF Inox    |
| 21-28   | COL  | Colombia                     |
| 31-38   | RVL  | RusVelo                      |
| 41-48   | VIN  | Vini Fantini-Selle Italia    |
| 51-58   | PPO  | Nippo-De Rosa                |
| 61-68   | ADR  | Adria Mobil                  |
| 71-78   | UNA  | Utensilnord-Ora24.eu         |
| 81-88   | CEF  | Ceramica Flaminia-Fondriest  |
| 91-98   | AMO  | Amore & Vita                 |
| 101-108 | MKT  | Meridiana-Kamen Team         |
| 111-118 | LOK  | Lokosphinx                   |

## Ordine d'arrivo (Top 10)
| Pos. | Corridore            | Squadra       | Tempo    |
| ---- | -------------------- | ------------- | -------- |
| 1    | Davide Mucelli       | Cer. Flaminia | 4h51'45" |
| 2    | Luca Mazzanti        | Vini Fantini  | s.t.     |
| 3    | Ivan Rovnyj          | Cer. Flaminia | a 30"    |
| 4    | Alessandro Proni     | Vini Fantini  | a 31"    |
| 5    | Federico Rocchetti   | Utensilnord   | a 37"    |
| 6    | Marco Frapporti      | Androni       | a 1'39"  |
| 7    | Pierpaolo De Negri   | Vini Fantini  | a 2'25"  |
| 8    | Radoslav Rogina      | Adria Mobil   | a 2'30"  |
| 9    | Miguel Ángel Rubiano | Androni       | s.t.     |
| 10   | David Arredondo      | Nippo-De Rosa | s.t.     |